# NIO (automobilka)
NIO (čínsky 蔚 来; pinyin Wèilái) je čínský výrobce automobilů se sídlem v Šanghaji, specializující se na navrhování a vývoj elektrických autonomních vozidel. Společnost se také podílí na FIA Formule E Championship, první jednomístné celoelektrické závodní sérii.

## Historie
NIO založil v listopadu 2014 William Li (čínsky: 李斌), předseda Bitauto a NextEV. Po spuštění několik společností investovalo do NIO, včetně Tencent, Temasek, Baidu, Sequoia, Lenovo a TPG. Jeho první model, sportovní vůz NIO EP9, debutoval ve stejný den, kdy byla značka založena. 
V říjnu 2016 NIO oznámilo, že mu bylo vydáno „povolení k autonomnímu testování vozidel“ kalifornským DMV a že by začalo testování na veřejných silnicích podle pokynů „Program autonomního testování vozidel“ v rámci svého autonomního programu pro vozidla. 
Podle společnosti, to plánovalo vypustit vozidla s úrovní tři a čtyři úrovně autonomie. V květnu 2018 společnost NIO otevřela svou první stanici pro výměnu baterií v okrese Nanshan v Shenzhenu v čínském Guangdongu, které se nazývalo „Stanice pro výměnu baterií“. Z této stanice byly k dispozici pouze baterie pro automobily ES8.
V roce 2022 byl založen první internetový magazín o společnosti NIO, niofan.

## Výměna baterií
Na rozdíl od společnosti Tesla, která vyzkoušela výměnu baterií, ale nikdy ji nerozvinula ve velkém měřítku a místo toho spoléhá na síť Supercharger, Nio vybudovala fungující síť stanic pro výměnu baterií, která pokrývá několik tisíc kilometrů čínských rychlostních silnic.
První fáze byla instalace 18 stanic pro výměnu baterií na 14 různých místech podél dálnice G4. Je to 2 273 km dlouhá (1 422 mil) silnice spojující Peking (národní kapitál) s deltou Perlové řeky (největší městská oblast na světě, kde se nacházejí Hongkong a Shenzhen. Toto bylo dokončeno v listopadu 2018. Druhá fáze spočívala v instalaci stanic pro výměnu baterií na 8 místech podél rychlostní komunikace G2, 1,212 km dlouhé (753 mil) silnice spojující Peking s Šanghajem. Tato fáze byla dokončena v lednu 2019.

## Technologie
Automobily jsou vybaveny technologií umělé inteligence NOMI, která je považována za první AI systém v sériově vyráběných automobilech. Systém NOMI, může změnit navigaci aut, ovládat hudbu a v automobilech NIO může udělat selfie fotografii cestujících.

## Motorsport

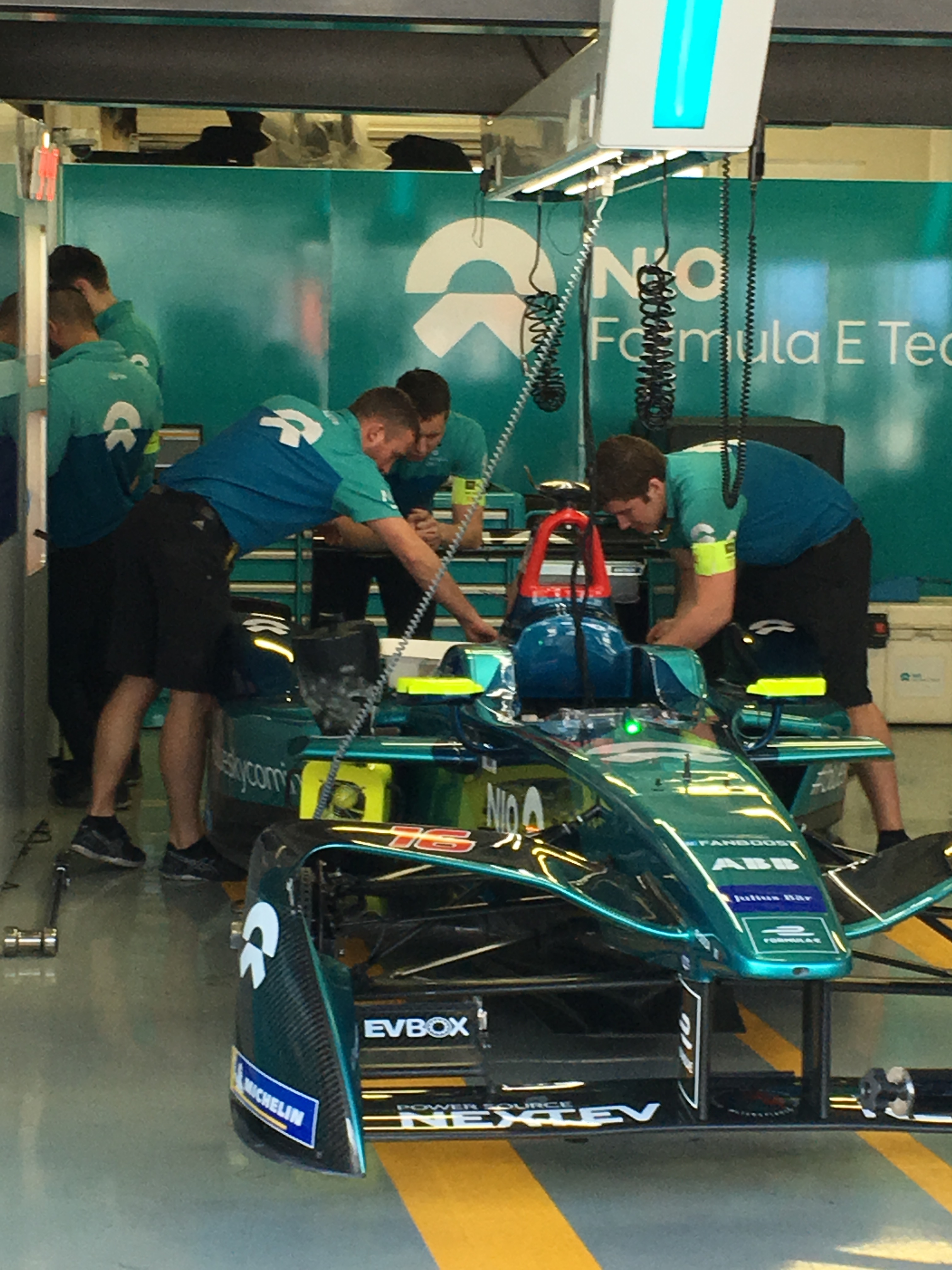
Vůz Nio Formula E v závodě Formula E Mexico E-Prix 2018

### Formula E
NIO se účastní ABB FIA Formula E od roku 2014, úvodní sezóny. NIO se poprvé připojilo k šampionátu Formule E ve své úvodní sezóně 2014–2015 se svým protějškem dříve známým jako China Racing Formula E Team. Pro sezónu měl tým řídit auto č. 88 Ho-Pin Tung a Charles Pic, a č. 99 řídil brazilský řidič Nelson Piquet Jr. 
Tým pokračoval v červenci 2015 s Nelson Piquet Jr., který vyhrál úvodní Mistrovství FIA Formule E, a také vyhrál dva závody, ePrix Long Beach 2015 a ePrix Moskva 2015. 
Druhá sezóna ve Formule E umožnila týmům vyvinout nové pohonné jednotky pro sezónu. Tým použil pro sezónu svůj vlastní podvozek a hnací ústrojí NextEV. Od úvodní sezóny seriálu do současnosti, NextEV ještě nevyhrál Mistrovství konstruktérů a ještě musí vyhrát jeden, ale vyhrál Mistrovství jezdců a dva závody, ePrix Long Beach 2015 a Moskevská ePrix 2015, oba závody ze sezóny 2014–2015 Formule E. 
NIO zajistilo v červenci 2015 zahajovací šampionát FIA Formule E.

## Oddělení

### NIO Life
NIO Life je kolekce oblečení společnosti, vyrobená ve spolupráci s Husajnem Chalayanem.

### NIO Service
NIO Service je síť servisních středisek společnosti.

### NIO Power
NIO Power je síť společnosti pro výměnu baterií, napájení mobilních telefonů, napájení domů a super nabíječek. NIO má 122 herních stanic po celé Číně, včetně 18 stanic pro výměnu baterií podél dálnice G4 v Číně.

## Modely
| Model | Foto | Specifikace                                                                                      |
| ----- | ---- | ------------------------------------------------------------------------------------------------ |
| EP9   |      | Typ vozidla: Coupe Třída: Hypercar Dveře: 2 Sedadla: 2 Motor: Elektrický Výroba: 2016–současnost |
| ES6   |      | Typ vozidla: SUV Třída: Mid-size Dveře: 5 Sedadla: 5 Výroba: 2019–současnost                     |
| ES8   |      | Typ vozidla: SUV Třída: Full-size Dveře: 5 Sedadla: 5 Výroba: 2018–současnost                    |
| EC6   |      | Typ vozidla: SUV Třída: Mid-size Dveře: 5 Sedadla: 7 Výroba: 2020–současnost                     |

## Prodeje
| Rok    | EP9 | ES6    | ES8    | EC6    | Celkem  | Pozn.      |
| 2016   | 0   | 0      | 0      | 0      | 0       |            |
| 2017   | 6   | 0      | 0      | 0      | 6       |            |
| 2018   | 10  | 0      | 11,348 | 0      | 11,358  |            |
| 2019   | 0   | 11,433 | 9,132  | 0      | 20,565  |            |
| 2020   | 0   | 27,945 | 10,861 | 4,922  | 43,728  |            |
| 2021   | 0   | 41,474 | 20,050 | 29,905 | 91,429  | 31.12.2021 |
| Celkem | 16* | 80,852 | 51,391 | 34,827 | 167,086 | 31.12.2021 |

## Světové rekordy
NIO ve svém EP9 určeném pouze pro trati stanovilo pět rekordů pro nejrychlejší kolo pro elektrický pohon v tratích Nürburgring Nordschleife, Circuit Paul Ricard, Circuit of Americas a Shanghai International Circuit.